# Hans Jenny (antroposofo)
Hans Jenny (Basilea, 16 agosto 1904 – Dornach, 23 giugno 1972) è stato un medico svizzero.
È considerato il padre della cimatica, una pseudoscienza che collega la forma delle cose alle onde sonore.

## Vita e carriera
Jenny nacque a Basilea, in Svizzera. Dopo aver completato il suo dottorato, egli insegnò scienza nella scuola steineriana di Zurigo per quattro anni prima di iniziare la professione medica.
Nel 1967, Jenny pubblicò il suo primo volume, intitolato Cimatica: Lo studio dei fenomeni ondulatori. Il secondo volume uscì nel 1972, l'anno della sua morte. Questi libri raccolgono scritti e documentazioni fotografiche sugli effetti delle vibrazioni sonore sui fluidi, sulle polveri, sui liquidi e sugli impasti. Egli concludeva il trattato con questa affermazione, "Questo non è un caos disordinato; ma è un modulo (pattern) ordinato e dinamico".
Jenny usò un oscillatore al quarzo e una sua invenzione che lui chiamò tonoscopio formato da un piatto o una membrana vibrante. Con il tonoscopio, la sabbia di quarzo viene sparsa su un tamburo nero la cui membrana ha il diametro di 60 cm.  La membrana è sollecitata da vibrazioni che risuonano in un tubo di cartone. Quando la frequenza della vibrazione dell'aria nel tubo coincide con una delle frequenze caratteristiche della membrana, la sabbia si accumula lungo le linee nodali del modo di vibrazione, producendo figure e simmetriche, tanto più complesse quanto la frequenza è acuta, conosciute come Chladni patterns, da Ernst Chladni, che scoprì questo fenomeno nel 1787.

## Lasciti
I lavori di Jenny  hanno influenzato Alvin Lucier e, assieme ai lavori di Ernst Chladni, lo hanno ispirato nella sua composizione Queen of the South.

## Pubblicazioni
- 1954: Der Typus (Il tipo) uno studio in morfologia
- 1962: Das Gesetz der Wiederholung (The laws of Repetition)
- 1967: Kymatic (Cymatics) Volume 1
- 1972: Kymatic (Cymatics) Volume 2